# النور مارکس
جنی جولیا النور مارکس (به انگلیسی: Jenny Julia Eleanor Marx) (زادهٔ ۱۶ ژانویه ۱۸۵۵ در لندن – درگذشتهٔ ۳۱ مارس ۱۸۹۸ در لندن)، جوان‌ترین دختر کارل مارکس «پدر کمونیسم»، فیلسوف، اقتصاددان و انقلابی شهیر آلمانی، به هم‌راه ویلیام موریس، از مؤسسان «اتحادیهٔ سوسیالیست» بود و مرتباً در ارگان آن می‌نوشت.
النور، سازمان‌دهنده، نویسنده، بازرس و سخن‌گوی اتحادیه‌های کارگری مسلحی همچون اتحادیهٔ کارگران گاز یا اتحادیهٔ کارگران بارانداز بود.

## زندگی‌نامه

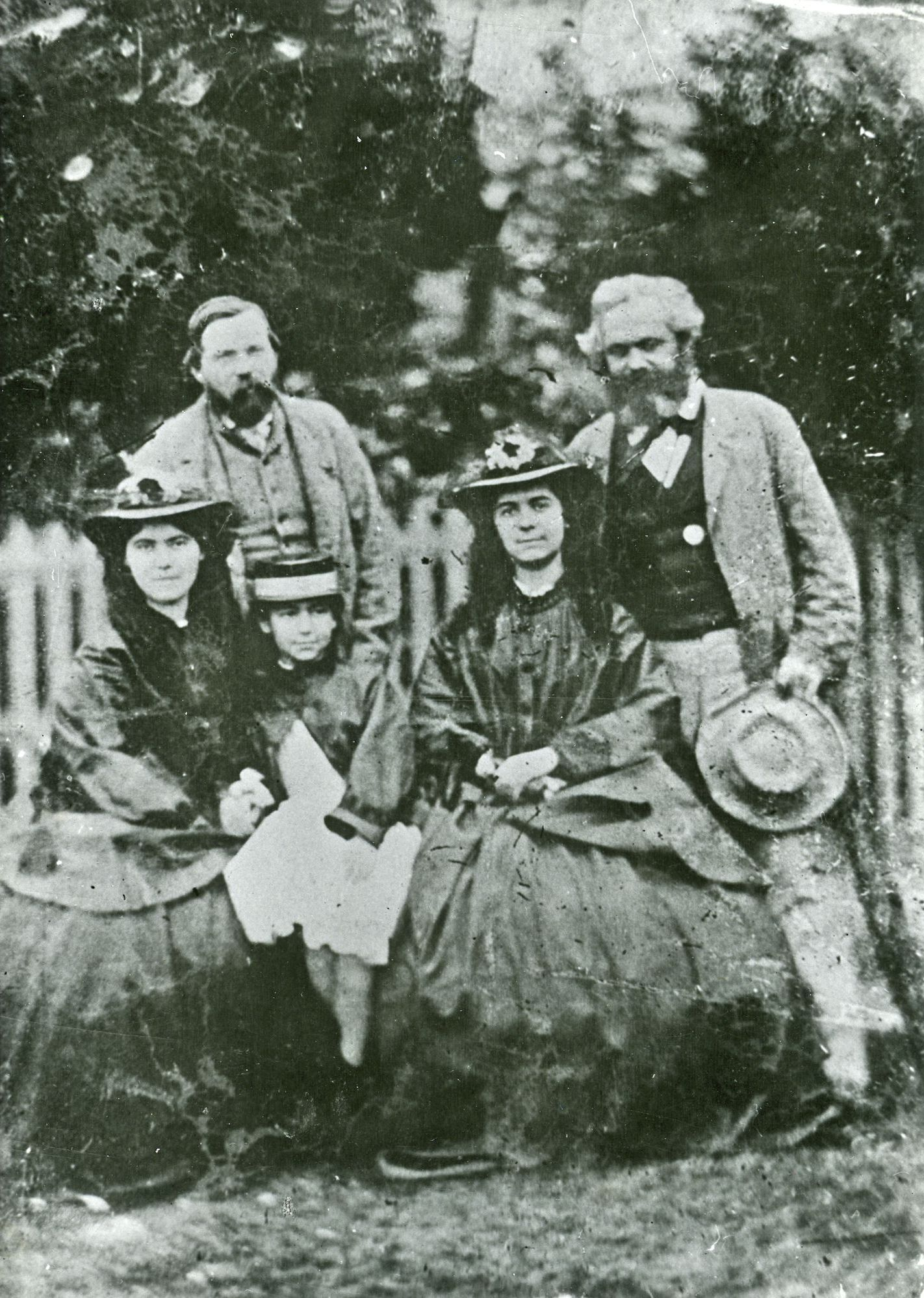
کارل مارکس، خانواده اش و فریدریش انگلس

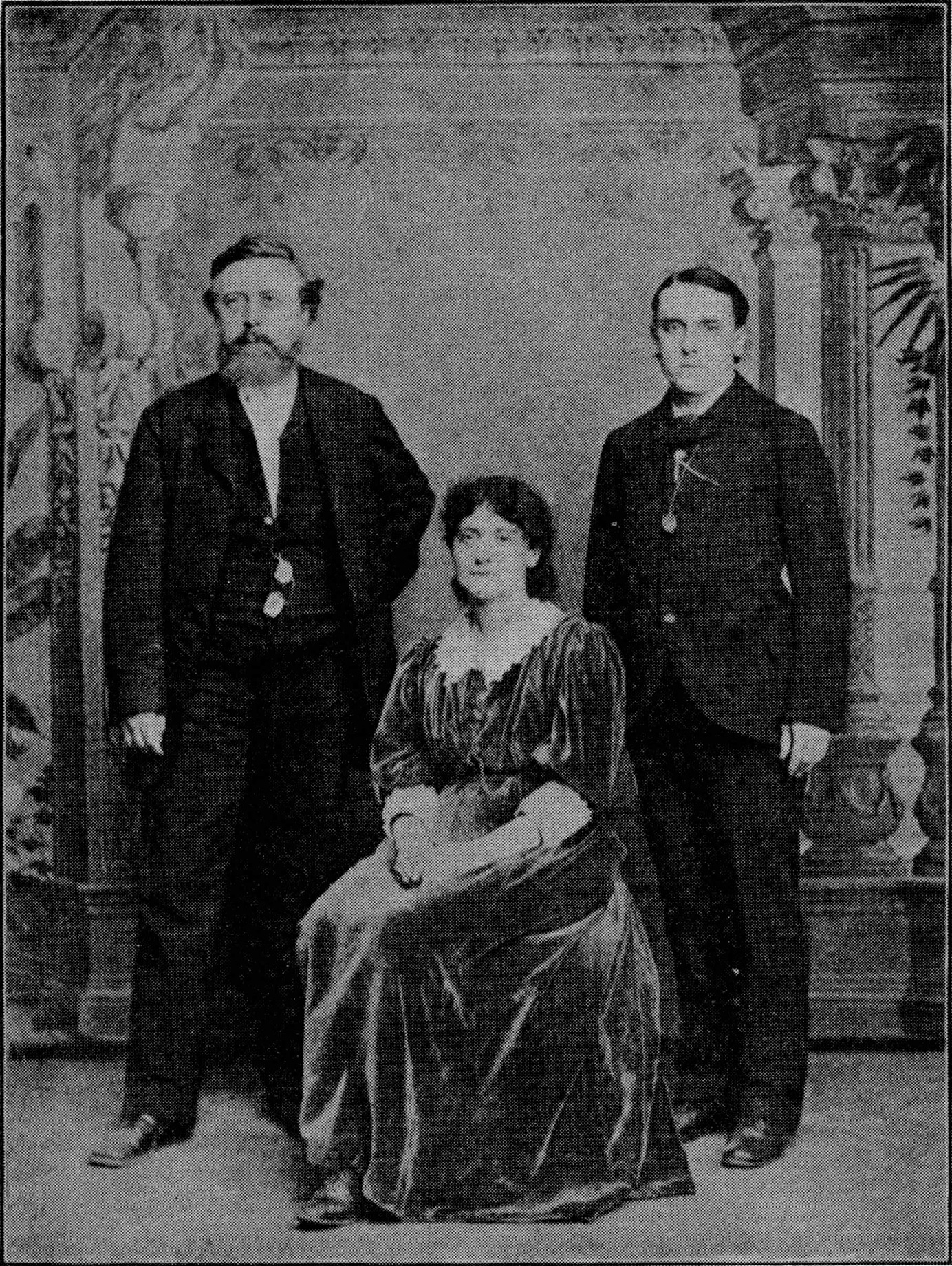
النور و ویلهلم لیبکنشت (۱۸۸۶)

النور معروف به توسی (Tussy) در ۱۶ ژانویه ۱۸۵۵ در خیابان دین (Dean) لندن به عنوان ششمین فرزند «کارل مارکس» و «جنی فون وستفالن» چشم به جهان گشود. تنها دو خواهر وی زنده ماندند، جنی و لورا ۱۱ و ۱۰ ساله که هر دو بزرگتر از النور بودند. «ادگار» برادر بزرگتر در ۱۲ هفتگی النور به دلیل ابتلا به سل درگذشت.
هفت سال پیش از تولدش پدرش مانیفست حزب کمونیست (۱۸۴۸) را منتشر کرد و کمی بعد از آن همراه با خانواده‌اش پاریس را به مقصد لندن ترک کرد. النور در ۱۵ سالگی به دلیل فقر خانواده، مدرسه را ترک کرد اما آموزشش متوقف نشد.
النور ۱۶ سال داشت که به عنوان دستیار رسمی پدرش در کنفرانس‌های بین‌المللی او را همراهی می‌کرد اما منشی‌گری و تحقیق برای پدر او را راضی نمی‌کرد در نتیجه در ۱۸ سالگی خانه را ترک کرد، به معلمی روی آورد و با روزنامه‌نگار سوسیالیست فرانسوی ایپولیت لیزاگاری (Hippolyte Lissagaray) که دو برابر خودش سن داشت ازدواج نمود.
او و لیزاگاری با هم کتابی نوشتند به نام «تاریخ کمون ۱۸۷۱» (History of the Commune of 1871) که مارکس پدر آن را پسندید و به انگلیسی ترجمه کرد ـ هرچند با رابطه دخترش و لیزاگاری مخالف بود. عشق این دو چندی نپایید و النور به خانه والدینش بازگشت.
بعد از این فعالیت‌های سیاسی جدی خود را شروع کرد؛ سفر می‌کرد، در مورد حقوق پرولتاریا سخنرانی می‌کرد و مقالات روشنگرانه می‌نوشت. او مصمم بود آنچه از پدرانش ـ مارکس و انگلس ـ آموخته بود را به بوته آزمایش بگذارد و از بریتانیای عصر ویکتوریا و جهان جایی عادلانه‌تر بسازد.
النور در کنار حلقه دوستان نزدیکش متشکل از جرج برنارد شاو، اولیو شرینر، هاولاک الیس و ویلیام موریس در زمانه‌ای که هنوز زنان حق رای، آموزش و اشتغال به بسیاری از مشاغل را نداشتند از چهره‌های مطرح فکری بریتانیای قرن ۱۹ و پیشتازان سوسیالیسم در این کشور به‌شمار می‌آمد.
مادرش دسامبر ۱۸۸۱، خواهرش «جنی» در ژانویه ۱۸۸۳ و پدرش در مارس ۱۸۸۳ درگذشتند.
پس از مرگ والدینش و تا پیش از درگذشت انگلس، النور ترجمه، ویرایش و تایپ نوشته‌های دیگران را برعهده می‌گرفت تا از پس هزینه‌های زندگی برآید، اما انگلس ارثیه‌ای برای النور باقی گذاشت که به او فرصت داد با فراقت خود را وقف فعالیت‌های سیاسی‌اش کند.
علاوه بر باور عمیق به سوسیالیسم، النور فمینیستی معتقد نیز به‌شمار می‌آمد. او برخلاف فمینیست‌های بورژوا و سوسیالیست‌هایی که به مسایل زنان بی‌تفاوت بودند از حقوق زنان کارگر سخن می‌گفت و رعایت آن را لازمه بهبود شرایط کلی کار می‌دانست و بر این باور بود که طبقه بورژوا نتوانسته ـ یا نخواسته ـ به احقاق حقوق زنان طبقه کارگر کمکی کند. پیوند سوسیالیسم و فمینیسم را بیش از هرچیز می‌توان در کتاب او «مسئله زن: از زاویه سوسیالیسم» دید، کتابی که او به همراهی معشوقش «ادوارد اولینگ» (Edward Aveling) نوشت.
اولینگ اگرچه همکار النور در نگارش یکی از مهم‌ترین کتاب‌هایش بود اما به شهادت تاریخ دلیل خودکشی او هم بود. اولینگ، بازیگر و نویسنده‌ای سوسیالیست بود که ـ به شهادت نامه‌های باقی‌مانده ـ بیشتر دوستان النور از جمله جرج برنارد شاو همواره به او بدبین و بی‌اعتماد بودند. در نهایت اگرچه النور اعتبار و ثروت خود را صرف اولینگ کرد و در هنگام بیماری مدت‌ها پرستاریش را برعهده داشت، اولینگ پس از ۱۴ سال زندگی مشترک او را فریب داد و مخفیانه با بازیگری ۲۲ ساله ازدواج کرد؛ ضربه‌ای عاطفی که النور آن را تاب نیاورد و به خودکشی‌اش منجر شد.
انگلس پیش از مرگ خود رازی را برای کوچکترین دختر مارکس فاش کرده بود که تمامی جهان ذهنی او و تصورش از والدینش را در هم ریخت. انگلس به النور گفته بود پدرش با «لنچن» خدمتکاری که سال‌ها با خانواده مارکس زندگی می‌کرد و برای فرزندان آن حکم «مادر دوم» را داشت در ارتباطی مخفیانه بود و «فردی» پسری که همه گمان می‌کردند فرزند انگلس است، در واقع حاصل آن رابطه نامشروع است. این دو خیانت از طرف دو مرد محبوب زندگی النور باعث شد او تسلیم شود، دست از تلاشش برای «تغییر جهان» بردارد و تاریخ سوسیالیسم یکی از چهره‌های مؤثر و فعال خود را بر اثر افسردگی از دست بدهد.
النور مارکس، در مارس سال ۱۸۹۸ پس از خوردن سیانید هیدروژن در بستر مرگش خوابید.
کتاب زندگی النور مارکس، به قلم راشل هلمز از منشیگری پدر و ازدواج با یک مرد خیانتکار تا خودکشی دردناک، توسط انتشارات بلومزبری منتشر شد.

## کتابشناسی
از النور، آثاری در مورد مسائل زنان، به جا مانده‌است. به عنوان دستیار پدر به او در نوشتن کتابهایش یاری می‌رساند. ترجمه و ویرایش کتاب «سرمایه» برعهده اوبود. به علاوه نخستین کسی بود که رمان مادام بواری اثر گوستاو فلوبر را به زبان انگلیسی ترجمه کرد.